# Lauren Brooke
Lauren Brooke é uma escritora inglesa, autora de duas séries de livros destinados a pré-adolescentes: Heartland and Chestnut Hill.